# کانزاس سیتی سیتی هال

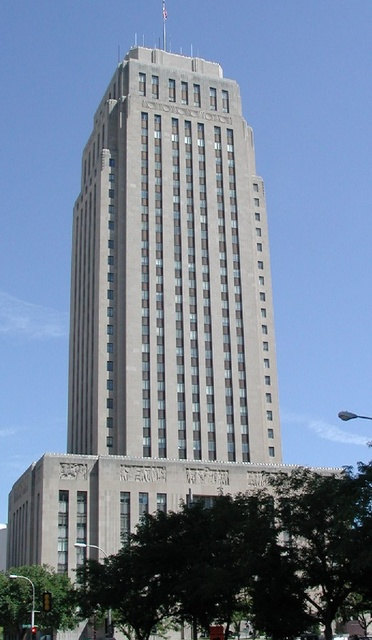

کانزاس سیتی سیتی هال (به انگلیسی: Kansas City City Hall) نام ساختمانی است که در آن شهرداری کانزاس سیتی قرار دارد.
این ساختمان در سال ۱۳۱۴ هجری شمسی به سبک آرت دکو توسط شرکت معماری وایت اند وایت ساخته شد و ۱۵۱ متر ارتفاع دارد.